# Пасу-де-Соза
Па́су-де-Со́за (порт. Paço de Sousa; МФА: [ˈpa.su dɨ ˈso.zɐ]) — парафія в Португалії, у муніципалітеті Пенафієл. Розташована в північно-західній частині країни, на теренах історичної португальської провінції Дору-Міню. Входить до складу округу Порту. За адміністративним поділом, чинним до 1976 року, терени парафії були складовою провінції Берегове Дору. Належить до Портуської діоцезії Католицької церкви. Патрон — Ісус Христос. Площа — 8,6042 км². Населення — 3891 ос. (2011). Середньо урбанізований регіон. Густота населення — 452,22 осіб/км²
. Код — 131122.

## Населення
| Кількість мешканців | Кількість мешканців | Кількість мешканців | Кількість мешканців | Кількість мешканців | Кількість мешканців | Кількість мешканців | Кількість мешканців | Кількість мешканців | Кількість мешканців | Кількість мешканців | Кількість мешканців | Кількість мешканців | Кількість мешканців | Кількість мешканців |
| ------------------- | ------------------- | ------------------- | ------------------- | ------------------- | ------------------- | ------------------- | ------------------- | ------------------- | ------------------- | ------------------- | ------------------- | ------------------- | ------------------- | ------------------- |
| 1864                | 1878                | 1890                | 1900                | 1911                | 1920                | 1930                | 1940                | 1950                | 1960                | 1970                | 1981                | 1991                | 2001                | 2011                |
| 1 530               | 1 533               | 1 514               | 1 629               | 1 665               | 1 739               | 1 950               | 2 146               | 2 602               | 2 712               | 2 853               | 3 586               | 3 820               | 3 998               | 3 869               |

## Пам'ятки
- Пасу-де-Созький монастир — колишній бенедиктинський монастир Х століття.